# 石可章
石可章（？—？），號理符，山西榆社县人，明末清初政治人物，同进士出身。

## 生平
崇祯三年（1630年）庚午科山西鄉試第六十七名舉人，十年（1637年）登丁丑科同进士。都察院观政，本年六月授河南安阳县知县，十一年钦取贤能，调任河间府任丘县，十三年考察去職。清朝任山东莱阳、河南商水二知县。

## 家族
曾祖石勝遠；祖石瓊，累任天城卫教授；父石麒，累任平阳府蒲州翼城县教谕。弟石可珪，任壶关县教谕。